# Rose Xeyi
Rose Xeyi (* 16. März 2001) ist eine südafrikanische Sprinterin und Weitspringerin.

## Sportliche Laufbahn
Erste internationale Erfahrungen sammelte Rose Xeyi bei den Jugendweltmeisterschaften 2017 in Nairobi, bei denen sie in 12,01 s den siebten Platz im 100-Meter-Lauf belegte. Im Jahr darauf gewann sie bei den Jugend-Afrikaspielen in Algier in 11,60 s die Silbermedaille und belegte bei den Afrikameisterschaften in Asaba mit der südafrikanischen 4-mal-100-Meter-Staffel in 45,63 s den vierten Platz. 2019 gewann sie bei den Juniorenafrikameisterschaften in Abidjan in 11,75 s die Silbermedaille über 100 Meter sowie mit einem Sprung auf 5,81 m auch im Weitsprung. Bei den World Relays in Yokohama konnte sie den Lauf mit der 4-mal-100-Meter-Staffel nicht beenden.

## Persönliche Bestzeiten
- 100 Meter: 11,55 s (+1,5 m/s), 5. April 2018 in Paarl
- 200 Meter: 24,80 s (−0,8 m/s), 17. März 2017 in Pretoria
- Weitsprung: 5,96 m (+1,5 m/s), 15. März 2019 in Pretoria